# Dilatotarsa
Dilatotarsa is een geslacht van kevers uit de familie van de loopkevers (Carabidae). De wetenschappelijke naam van het geslacht is voor het eerst geldig gepubliceerd in 1882 door Dokhtouroff.

## Soorten
Het geslacht Dilatotarsa omvat de volgende soorten:
- Dilatotarsa beccarii (Gestro, 1879)
- Dilatotarsa cassolai Werner & Sawada, 1990
- Dilatotarsa kinabaluensis (Mandl, 1969)
- Dilatotarsa loeffleri (Mandl, 1969)
- Dilatotarsa patricia (Schaum, 1970)
- Dilatotarsa philippinensis (Mandl, 1970)
- Dilatotarsa robinsoni Cassola & Murray, 1979
- Dilatotarsa tricondyloides (Gestro, 1874)